# Stilla delicatula
Stilla delicatula é uma espécie de gastrópode do gênero Stilla, pertencente a família Raphitomidae.